# Helge Larsen (Archäologe)
Helge Eyvin Larsen (* 25. Februar 1905 in Kopenhagen; † 14. Februar 1984) war ein dänischer Archäologe, der vor allem in Grönland und Alaska wirkte.

## Leben
Helge Larsen war der Sohn des Bankangestellten Niels Peter Larsen (1875–1964) und dessen Frau Anna Margrethe Christine Augusta Petersen (1873–1952). Am 7. März 1931 heiratete er in Gentofte Gerda Johanne Claussen (1907–1979), Tochter des Försters Sixtus August Claussen (1844–1925) und dessen Frau Maren Poulsen (1872–1934).
Er schloss 1924 die Schule ab und begann ein Studium in Naturgeschichte und Geografie an der Universität Kopenhagen, das er 1930 als cand.mag. abschloss. Anschließend wurde er in der Ethnografischen Abteilung des Dänischen Nationalmuseums als wissenschaftlicher Mitarbeiter eingestellt. Noch im selben Jahr begleitete er Therkel Mathiassen auf einer archäologischen Expedition nach Westgrönland. Von 1931 bis 1932 nahm er an Lauge Kochs Dreijahresexpedition nach Ostgrönland teil und 1935 an der anglo-dänischen Ostgrönland-Expedition unter der Leitung von Augustine Courtauld (1904–1959) und Lawrence Rickard Wager. 1936 wurde er zum Museumsinspektor der Ethnografischen Abteilung ernannt. Anschließend unternahm er Forschungsreisen nach Alaska, wo 1939 seine Entdeckung der Ipiutaq-Kultur gemeinsam mit Froelich G. Rainey bedeutende Einblicke in die Entwicklung der Inuit-Kulturen lieferte. Von 1941 bis 1945 lebte er in den Vereinigten Staaten, wo er von 1943 bis 1945 am American Museum of Natural History in New York City arbeitete. Zwischen 1945 und 1950 unternahm er vier weitere Expedition in Alaska. Von 1949 bis 1950 war er Gastprofessor an der University of Alaska in Fairbanks. 1953 und 1958 unternahm er wieder Expeditionen nach Grönland. 1961 unterrichtete er auch gastweise an der Brown University in Providence und später noch an der University of Oregon in Eugene. 1961 und 1966 unternahm er weitere Alaska-Expeditionen. Ab 1963 war er hauptberuflich Abteilungsleiter der Ethnografischen Abteilung im Nationalmuseum, bevor er 1975 pensioniert wurde.
Daneben hatte er zahlreiche ehrenamtliche Posten inne. Von 1954 bis 1963 war er Direktor des Arktisk Institut und anschließend bis 1980 dortiger Vorstandsvorsitzender. Von 1956 bis 1965 war er Vorsitzender von Det Grønlandske Selskab. Von 1964 bis 1969 war er Vorsitzender der Vereinigung für dänische Museumsangestellte. Von 1955 bis 1975 war er Mitglied der Kommission für wissenschaftliche Untersuchungen in Grönland und von 1959 bis 1975 Redakteur von Meddelelser om Grønland.

## Auszeichnungen
- 1935: Fortjenstmedaljen in Silber mit Schnalle
- 1950: Ehrendoktor der University of Alaska
- 1953: Loubat-Preis der Kungliga Vitterhets Historie och Antikvitets Akademien
- 1955: Hans-Egede-Medaille der Dänischen Geografischen Gesellschaft
- 1955: Ritter des Dannebrogordens
- 1975: Ritter 1. Grades des Dannebrogordens
- 1978: Mitglied der National Academy of Sciences
- 1978: Ehrenmitglied der Alaska Anthropological Association
- 1980: Rink-Medaille von Det Grønlandske Selskab

## Werke (Auswahl)
- 1934: Dødemandsbugten. An Eskimo settlement of Clavering Island
- 1948: Ipiutaq and the Arctic Whale Hunting Culture (mit Froelich G. Rainey)
- 1958: Paleo-Eskimo cultures in Disko Bugt, West Greenland (mit Jørgen Meldgaard)
- 1968: Trail Creek. Final report on the excavation of two caves on Seward Peninsula, Alaska